# Confederación de Los Verdes
Die Konföderation der Grünen (spanisch Confederación de Los Verdes) ist ein 1984 gegründetes Bündnis spanischer politischer Parteien. Es war Gründungsmitglied der Europäischen Grünen Partei, wurde jedoch im Mai 2012 aus dieser ausgeschlossen.

## Geschichte
Die spanischen Grünen (Los Verdes) wurden 1984 gegründet, nachdem im Jahr zuvor auf Initiative der deutschen Aktivistin Petra Kelly eine Gruppe spanischer Umweltschützer das „Manifest von Teneriffa“ veröffentlicht hatten, in dem sie eine Veränderung der sozialen und ökologischen Politik einforderten und ihr Misstrauen gegenüber den bereits bestehenden Parteien zum Ausdruck brachten. 1988 wurde die Partei Mitglied der „Europäischen Grünen Allianz“, der späteren Europäischen Grünen Partei.
Nach der Gründung verschiedener konkurrierender linksökologischer Kleinparteien beschloss die Partei auf einem Parteitag in Granada 1995 ihre Umwandlung in eine Konföderation regionaler Einzelparteien. Diese Konföderation umfasste allerdings nur einen Teil der spanischen Parteien, die sich selbst als „grün“ bezeichnen. Daneben existieren u. a. die 1994 gegründeten Los Verdes-Grupo Verde („Die Grünen-Grüne Gruppe“) sowie die katalanische Iniciativa per Catalunya-Verds („Initiative für Katalonien-Grüne“), die allerdings mit der Confederación kooperierte und seit 2007 ebenfalls Mitglied der Europäischen Grünen Partei ist.
Lange Zeit existierten Fusionsbestrebungen zwischen der Confederación und der Grupo Verde, um die Zersplitterung des grünen Parteienspektrums in Spanien zu beenden. Allerdings scheiterten die Bemühungen der Grupo Verde, zu den Europawahlen in Spanien 2009 mit einer gemeinsamen Liste anzutreten. Ende 2010 wurde schließlich Equo gegründet, ein Bündnis grüner Parteien, das bei den spanischen Parlamentswahlen 2011 einen Sitz erringen konnte und ebenfalls in die Europäische Grüne Partei aufgenommen wurde. 13 der 16 Mitgliedsparteien der Confederación traten noch vor den Wahlen zu Equo über, sodass die Confederación nur noch aus drei Mitgliedsparteien besteht: Els Verds del País Valencià, Els Verds-Opció Verda und Los Verdes de Madrid. Während Equo einen Kurs der politischen Eigenständigkeit verfolgt, bemühte sich der Rest der Confederación seit Anfang 2012 um engere Beziehungen zu der postkommunistischen Izquierda Unida. Im Mai 2012 beschloss der Kongress der Europäischen Grünen Partei den Ausschluss der Confederación, da diese nur noch eine „leere Struktur“ sei und nicht mehr das spanische grüne Spektrum repräsentiere. Dieser Ausschluss war von den zu Equo übergetretenen ehemaligen Mitgliedsparteien der Confederación beantragt worden.

## Wahlergebnisse
Die starke Zersplitterung des grünen Spektrums sowie das spanische Wahlsystem, das große Parteien begünstigt und so die Etablierung neuer Kleinparteien erschwert, verhinderten nennenswerte Wahlerfolge der Confederación. Dies führte zu einem Strategiewechsel der Organisation, die inzwischen zu den meisten Wahlen nicht mehr selbstständig, sondern in regionalen Listenverbindungen antritt, etwa mit der sozialdemokratischen PSOE oder der postkommunistischen Izquierda Unida. Allerdings war diese Strategie umstritten und führte zu weiteren Parteiabsplitterungen.
Zu den Erfolgen der Confederación zählte der Einzug in das spanische Parlament mit zwei Abgeordneten in der Wahlperiode 2004–2008 sowie in das Europaparlament mit einem Abgeordneten in der Periode 2004–2009, jeweils in Listenverbindung mit der PSOE. Bei der Europawahl in Spanien 2009 schloss sich die Confederación einem Wahlbündnis mit verschiedenen linksregionalistischen Parteien an, erhielt dort aber nur den vierten Listenplatz. Das Wahlbündnis konnte einen Sitz gewinnen, der nach einer Vereinbarung zwischen den Mitgliedsparteien rotieren soll. Am Ende der Legislaturperiode 2009–2014 sollte deshalb für sechs Monate mit Pura Peris ein Mitglied der Confederación dem Europäischen Parlament angehören, was jedoch aufgrund der Aufsplitterung der Partei nicht zustande kam.
Ebenfalls durch Listenverbindungen gelang der Confederación der Einzug in verschiedene Regionalparlamente; in Andalusien war sie bis März 2008 an der regionalen Regierung beteiligt, bis 2010 auf den Balearen. Seit 2012 ist sie allerdings in keinem Parlament mehr vertreten.

## Mitgliedsparteien
Die regionalen Mitgliedsparteien der Confederación de Los Verdes sind:
| Region     | Name                        |
| ---------- | --------------------------- |
| Katalonien | Els Verds-Opció Verda       |
| Madrid     | Los Verdes de Madrid        |
| Valencia   | Els Verds del País Valencià |

Bis 2011 gehörten außerdem folgende Mitgliedsparteien der Confederación an:
| Region              | Name                                     |
| ------------------- | ---------------------------------------- |
| Andalusien          | Los Verdes de Andalucía                  |
| Aragonien           | Los Verdes-SOS Naturaleza/Aragón         |
| Asturien            | Los Verdes de Asturias                   |
| Balearen: Mallorca  | Els Verds de Mallorca                    |
| Balearen: Menorca   | Els Verds de Menorca                     |
| Baskenland          | Los Verdes de Euskadi/Berdeak            |
| Extremadura         | Los Verdes de Extremadura                |
| Kanarische Inseln   | Los Verdes-Partido Verde Canario         |
| Kastilien-La Mancha | Los Verdes de Castilla-La Mancha         |
| Kastilien-Leon      | Los Verdes de Castilla y León            |
| Andalusien          | Los Verdes de Andalucía                  |
| La Rioja            | Los Verdes de La Rioja                   |
| Murcia              | Los Verdes de la Región de Murcia        |
| Navarra             | Los Verdes de Navarra/Nafarroako Berdeak |